# Ela Gandhi

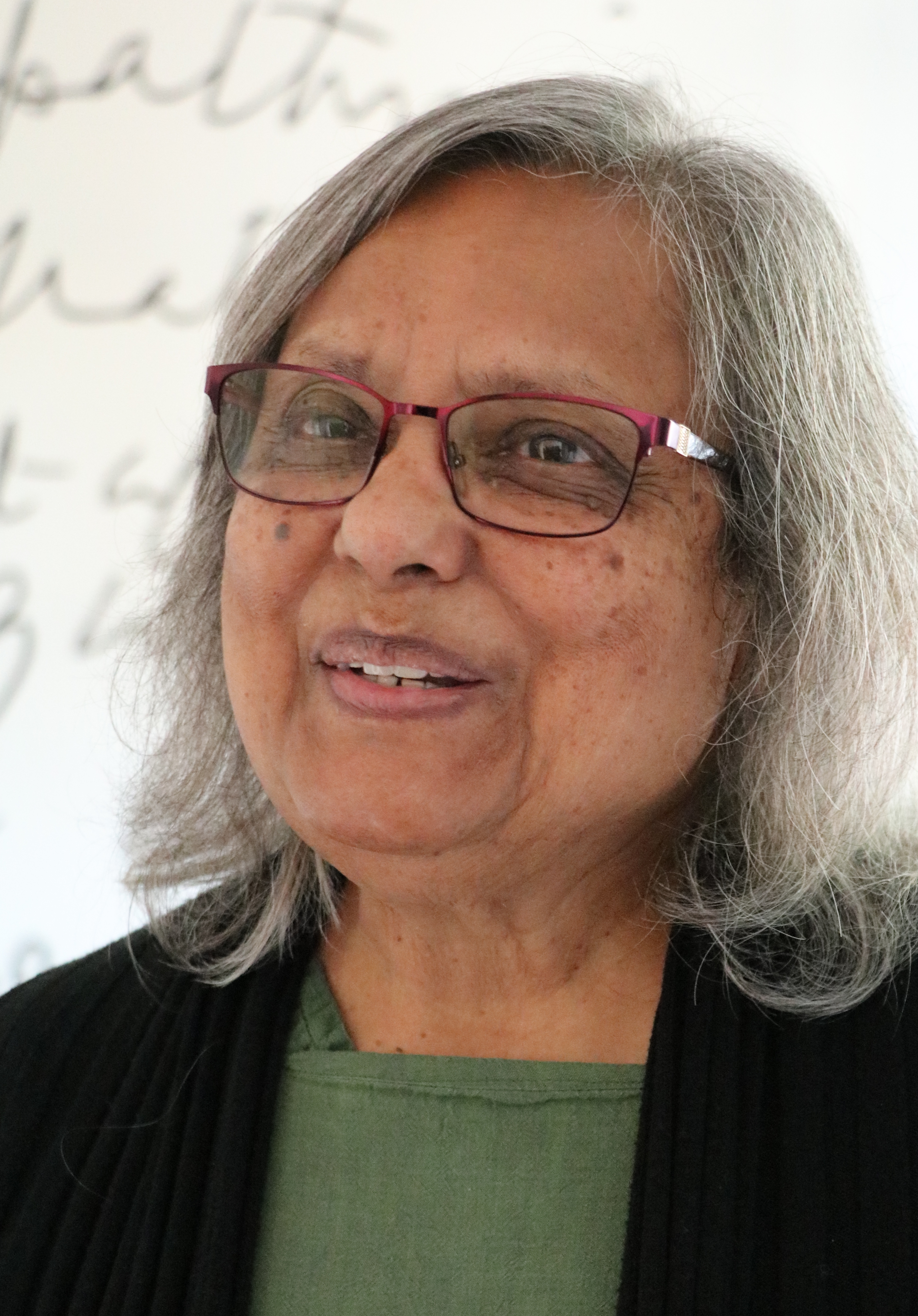
Ela Gandhi in 2018

Ela Gandhi (Durban, 1 juli 1940), kleindochter van Mahatma Gandhi, is een vredesactivist en was parlementslid in Zuid-Afrika van 1994 tot 2004, waar zij aangesloten was bij het ANC en het Phoenix-wooncomplex in Inanda in de provincie KwaZoeloe-Natal vertegenwoordigde. De aan haar toegewezen parlementaire commissies waren: de commissies Welvaart, Publieke Ondernemingen en de ad hoc-commissie Draagmoederschap. Zij was plaatsvervangend lid van de Justitie commissie en was deel van de Thema Commissie 5 betreffende Rechterlijke en Juridische Stelsels.

## Biografie
Ela Gandhi is geboren in Durban als dochter van Manilal Gandhi en groeide op in een ashram van het Phoenix-wooncomplex dicht bij Durban. Zij haalde haar BA-diploma aan de voormalige Universiteit van Natal en haalde later cum laude een BA in Sociale wetenschappen aan de Universiteit van Zuid-Afrika. Na haar afstuderen werkte zij vijftien jaar als hulpverlener bij de Verulam Child and Family Welfare Society en vijf jaar bij de Durban Indian Child and Family Welfare Society.
Gandhi was een van de oprichters van de Natal Organisation of Women, waarvan zij uitvoerend lid was tot 1991. Zij was aangesloten bij meerdere politieke groeperingen, waaronder het Natal Indian Congress, waarvan ze vicepresident is geweest, het United Democratic Front, Descom Crisis Network, en Inanda Support Committee. Vanwege de apartheid werd het Gandhi in 1975 verboden om politiek actief te zijn en werd aan haar in totaal negen jaar lang een huisarrest opgelegd. Zij werkte ondergronds verder met als doel een einde te maken aan de apartheid. Een van haar zoons is gedood in de strijd tegen apartheid. Gandhi was een van de leden van het United Democratic Front die Nelson Mandela mocht ontmoeten de dag voordat hij vrijgelaten werd uit de Pollsmoor gevangenis op 11 februari 1990. Voor de verkiezingen in 1994 was zij lid van de Transitional Executive Council.

## Post parlement
Na het dienen in het parlement, ontwikkelde Gandhi een 24-uurs programma om huiselijk geweld tegen te gaan en richtte zij de Gandhi Development Trust op. Momenteel is zij een lid van de commissie Religieuze Zaken, overziet zij de publicatie van een maandelijkse krant en is zij voorzitter van de Mahatma Gandhi Salt March Committee en de Mahatma Gandhi Development Trust. Ela Gandhi was verscheidene jaren lang het hoofd van de Technische Universiteit van Durban.

## Prijzen en erkenningen
Ela Gandhi's bijdrage aan de politiek en de maatschappij is zeker niet onopgemerkt gegaan.
- In 2002, ontving zij de Community of Christ International Peace Award.
- In 2007 is de Padma Bhushan prijs aan haar toegereikt door de regering van India.[3]
- In 2013 ontving zij de Shanti Doot International Award - de eretitel voor overzeese Indiërs die wordt uitgereikt door de Wereld Vrede Beweging India.
- In 2014 is de Pravasi Bharatiya Samman aan haar toegekend - de hoogste eer voor overzeese Indiërs die wordt verleend door de president van India.
- In 2014 is zij geëerd als een veteraan van de Umkhonto we Sizwe.[4]